# Bubi (Sprache)
Bubi (auch Bhubhi, Eviia, Ibhubhi, Ibubi und Pove) ist eine Bantusprache und wird von circa 5000 Menschen in der Provinz Ogooué-Lolo in Gabun gesprochen (Zensus 1990). 
Sie ist im Gebiet zwischen Mbigou und Ndjolé in der Provinz Ogooué-Lolo verbreitet. 

## Klassifikation
Bubi ist eine Nordwest-Bantusprache und gehört zur Tsogo-Gruppe, die als Guthrie-Zone B30 klassifiziert wird. Bubi ist mit der Sprache Tsogo nahe genug verwandt, dass Sprecher beider Sprachen sich bedingt verständigen können.